# Grígol Tsintsabadze
Grígol Tsintsabadze (en georgiano: გრიგოლ ცინცაბაძე; Zomleti, 1879-Krasnoyarsk, 20 de febrero de 1938) fue político georgiano del Partido Socialdemócrata de Georgia y miembro de la Asamblea Constituyente de Georgia de 1919 a 1921.

## Biografía
Grígol Tsintsabadze nació en una familia campesina y después de terminar la escuela de una sola clase en Aketi, sus padres lo enviaron como aprendiz de máquina de escribir en una imprenta en Tiflis. Durante su trabajo, participó en el trabajo de los círculos socialdemócratas, siendo arrestado por primera vez en 1899. Tsintsabadze trabajó en la estación de equipaje de Tiflis y mientras, se alineó a la facción menchevique del Partido Obrero Socialdemócrata de Rusia. Participó activamente en la revolución de 1905 en Tiflis, detenido el 13 de octubre de 1908. El tribunal lo condenó a cuatro años de trabajos forzados, tras los cuales fue exiliado permanentemente a Siberia en 1913.   
Después de la revolución de febrero de 1917, regresó a su tierra natal. Durante 1918, Tsintsabadze fue miembro del Consejo Nacional de Georgia y a partir del 12 de marzo de 1919, pasó a ser diputado de la Asamblea Constitucional de Georgia (miembro de la Comisión Electoral Central). 
Desde 1921, tras la invasión soviética de Georgia, permaneció en el país y se unió al movimiento de resistencia. Después de la ocupación, regresó al pueblo y fue arrestado el 1 de mayo. Pasó dos meses y medio en prisión; después de su liberación, regresó al pueblo, pero en noviembre fue arrestado otra vez durante 25 días. Después de salir de la prisión, se fue a vivir con su hermano a Telavi, pero no pudo encontrar trabajo allí y regresó a Guria. El 1 de agosto de 1922 fue arrestado en Tiflis, en la casa de Ioseb Kalandadze, junto con sus compañeros de partido. El 9 de octubre de 1922, un grupo de 62 presos políticos fue deportado a Polonia a través de Moscú, entre ellos Grígol Tsintsabadze. Tsintsabadze regresó ilegalmente a Georgia (con Benia Chjikvishvili, Valiko Yugueli, Víctor Tsenteradze y Vasil Nodia) en mayo de 1924. En agosto de 1924, junto con Avto Tsuladze, dirigió la restauración de las organizaciones clandestinas y fue arrestado en el otoño de 1924. Tsintsabadze fue declarado culpable en el verano de 1925 y sentenciado a ocho años de prisión. Después de cumplir su condena, vivió en Krasnoyarsk, donde fue arrestado nuevamente el 22 de febrero de 1933 y encarcelado hasta el 29 de octubre. Luego vivió en la ciudad de Minusinsk y a partir del verano de 1936, los exiliados georgianos fueron arrestados. Tsintsabadze fue capturado el 5 de noviembre de 1937. El 13 de febrero de 1938 fue condenado a fusilamiento y le dispararon el 20 de febrero. 
Grígol Tsintsabadze fue rehabilitado el 22 de septiembre de 1956.